# Nikon D610
La Nikon D610 è una fotocamera reflex digitale (DSLR) prodotta dalla Nikon Corporation, in commercio dal settembre 2013. Sostituisce la precedente Nikon D600 sfortunata fin dalla sua creazione a causa di un difetto all'otturatore che provocava un considerevole accumulo di polvere ed olio sul sensore fin dai primi scatti.
La D610 che, rispetto alla D600, vanta una migliore rapidità di scatto (6 fps contro 5,5 fps), ha un sensore in Formato Nikon FX da 24,3 milioni di pixel.
Il corpo è tropicalizzato, la struttura è in alluminio con parti in lega di magnesio, il peso è notevolmente inferiore rispetto alle altre DSLR in formato FX, ovvero "solo" 760 g (850 g con batteria e memorie). Include un pop-up flash con NG 12 (ISO 100, 20 °C).
La Nikon D610 è dotata di motore autofocus per utilizzare gli obiettivi AF e AF-D, è inoltre dotata di ghiera per accoppiamento ai che garantisce la compatibilità con tutti gli obiettivi ai, ai-s e pre-ai modificati.